# Inami (Hyōgo)
Inami (稲美町?) è una cittadina giapponese della prefettura di Hyōgo.